# Javorje, Hrpelje - Kozina
Javorje je naselje v Občini Hrpelje - Kozina.